# Col de Bedos
Ne doit pas être confondu avec le col pédestre du même nom à 683 m d'altitude à Soudorgues dans le Gard.
Pour les articles homonymes, voir Bedos.
Le col de Bedos est un col routier du massif des Corbières sur la commune de Laroque-de-Fa, dans le département de l'Aude.

## Accès
Il se trouve sur la D 613 qui va de Narbonne à Ax-les-Thermes. La montée depuis Félines-Termenès offre un panorama sur l'intégralité du mont Tauch. La D40 venue de Termes par le col éponyme se termine au col.

## Topographie
Il se situe à 484 m d'altitude, entre Félines-Termenès sur le Libre et Laroque-de-Fa sur le Sou de Laroque.

## Cyclisme
Situé sur le parcours de la 14e étape du Tour de France 2005 et classé en 4e catégorie, il a été franchi en tête par Juan Manuel Gárate.